# Bunak jezik
Bunak jezik (buna’, bunake, bunaq; ISO 639-3: bfn), transnovogvinejski jezik sa središnjeg dijela otoka Timor i južne obale u Istočnom Timoru i Indoneziji, kojim govori oko 100 000 ljudi.
Etnička grupa zove se Bunak. U Istočnom Timoru (50 000) mnogi govore i tetum [tet].

## Vanjske poveznice
- Ethnologue (14th)
- Ethnologue (15th)